# Multiplaza Ecuador
 Multiplaza Ecuador es una cadena de centros comerciales en Ecuador, propiedad de la empresa ecuatoriana Corporación Favorita.
Forma parte de la división inmobiliaria de Corporación Favorita y está presente en 7 ciudades. El primer centro comercial fue inaugurado en el año 2005 en la ciudad de Loja.

## Establecimientos
| Nombre                | Provincia  | Ciudad     | Año apertura |
| --------------------- | ---------- | ---------- | ------------ |
| Multiplaza La Pradera | Loja       | Loja       | 2005         |
| Multiplaza Miraflores | Azuay      | Cuenca     | 2005         |
| Multiplaza Esmeraldas | Esmeraldas | Esmeraldas | 2009         |
| Multiplaza Portoviejo | Manabí     | Portoviejo | 2010         |
| Multiplaza Riobamba   | Chimborazo | Riobamba   | 2013         |
| Multiplaza Tungurahua | Tungurahua | Ambato     | 2013         |
| Multiplaza Tulcán     | Carchi     | Tulcán     | 2018         |